# Camponotus universitatis
Camponotus universitatis là một loài kiến đục gỗ thuộc họ Formicidae. Loài này có ở Pháp, Đức, và Thụy Sĩ.